# Ambrì
Ambrì är en ort i kommunen Quinto i kantonen Ticino, Schweiz. 
Nära orten finns en allmänflygplats, Ambrìs flygplats.